# Radio Djiido
Radio Djiido est une radio privée française généraliste de catégorie B créée le 24 septembre 1985 et diffusée en Nouvelle-Calédonie. Elle dispose d'une ligne éditoriale ouvertement de gauche indépendantiste, proche du Front de libération nationale kanak et socialiste. Elle est gérée par l'association « Les Éditions populaires » (Edipop), qui dépend de l'Union calédonienne (UC).

## Histoire
Radio Djiido a été diffusée pour la première fois le 24 septembre 1985, date du 132e anniversaire de la prise de possession de la Nouvelle-Calédonie par la France. En plein cœur des Évènements, période d'affrontements violents entre partisans et opposants de l'indépendance entre 1984 et 1988, elle se pose pour but de porter « fièrement la voix des anti-colonialistes et des progressistes face à la propagande de l'État français [représentée par la radio publique RFO] et de la droite réactionnaire locale [représentée par Radio Rythme Bleu fondée quelques mois plus tôt] ». Son fondateur est Octave Togna, neveu du député (apparenté PS) Rock Pidjot et futur directeur général de l'Agence de développement de la culture kanak (ADCK) de 1990 à 2005.   
Elle est alors l'organe de propagande du Gouvernement provisoire de Kanaky (GPK) et du FLNKS de Jean-Marie Tjibaou. Elle s'associe notamment avec l'Agence kanak de presse de Jean-Pierre Déteix et est supervisée par le porte-parole du GPK, Yeiwéné Yeiwéné. Après la signature des accords de Matignon et la fin des Évènements en 1988, elle prend une orientation plus généraliste et soutient activement la « solution consensuelle » qui aboutit à la signature de l'accord de Nouméa en 1998.

## Nom
Le terme Djiido désigne en fwâi (langue kanak de la région de Hienghène) l'aiguille qui sert à attacher les bottes de paille sur le toit de la case traditionnelle. Sa symbolique est ainsi expliquée par Charles Pidjot : « Cet outil est indispensable à la construction du foyer : il unifie les bottes qui représentent les différents clans ou ethnies ; il permet de s'abriter des intempéries ; il permet également de rassembler différents intérêts et courant de pensée au sein d'une même case. » Ainsi, Radio Djiido est « indispensable à l'unité du peuple kanak et à la construction du pays ». Le nom a été trouvé par Jean-Marie Tjibaou. 

## Organisation

### Direction
- Directeur fondateur (de 1985 à 1998) : Octave Togna

- Direction actuelle :
  - Président du conseil d'administration d'Edipop : Charles Pidjot (par ailleurs président de l'UC)
  - Directeur actuel, responsable de la station : Thierry Kamérémoin
  - Rédacteur en chef : Romain Hmeun
  - Responsable animation, contact publicité : John « Jean-Jean » Apock

### Budget
Le budget de Radio Djiido en 2008 s'établissait à environ 100 millions de F CFP (environ 838 000 euros), dont 63 millions en subventions publiques : 27 millions (42,86 %) de la Province Nord, 25 millions (39,68 %) de la Nouvelle-Calédonie, 8 millions (12,7 %) de la Province des îles Loyauté et 3 millions (4,76 %) de la commune du Mont-Dore.

### Personnel
Radio Djiido employait en 2008 12 salariés. 

## Programmes
Radio Djiido est l'une des trois radios néo-calédoniennes (avec Radio Nouvelle-Calédonie et Radio Rythme Bleu) à proposer des émissions politiques. Radio généraliste, elle programme également de la musique, des jeux et des chroniques de société. Elle est fermement indépendantiste (employant le terme de « Kanaky » pour désigner l'archipel plutôt que Nouvelle-Calédonie) et proche du FLNKS, et plus particulièrement de l'UC. Elle se concentre toujours avant tout sur la promotion de la culture Kanak. Elle a notamment été active dans la promotion du style musical kaneka mais aussi dans le recueil de plusieurs contes et récits de la tradition orale à travers l'émission ruo, et propose de nombreux programmes en langues kanak.